# Jachimówka
Jachimówka – część wsi Gałdowo w Polsce, położona w województwie warmińsko-mazurskim, w powiecie iławskim, w gminie Iława.
W latach 1975–1998 Jacimówka należała administracyjnie do województwa olsztyńskiego.